# 铁佛镇 (濉溪县)
铁佛镇，是中华人民共和国安徽省淮北市濉溪县下辖的一个乡镇级行政单位。

## 行政区划
铁佛镇下辖以下地区：
铁佛村、道口村、周圩村、店孜村、和谐村、卧龙村、北张楼村、刘楼村、黄集村、赵集村、岳集村、张黄庄村、朱庙村、孟楼村、油榨村、大王村、邹楼村、梁楼村、南张楼村、梁庄村、朱暗楼村、张庄村、崔楼村、古城村、七口村和茂铺村。